# Blendi Nallbani
Blendi Nallbani (Tirana, 30 maggio 1971) è un ex calciatore albanese, di ruolo portiere.

## Carriera

### Nazionale
Esordisce in Nazionale a 17 anni nella partita contro l'Inghilterra del 26 aprile 1989, risultando il più giovane esordiente della Nazionale.

## Palmarès

### Club

#### Competizioni nazionali
- Coppa d'Albania: 1

Partizani Tirana: 2003-2004